# Rauheck
Le Rauheck (ou Rauhegg) est une montagne culminant à 2 384 m d'altitude dans les Alpes d'Allgäu.
La frontière entre l'Allemagne et l'Autriche passe à son sommet.

## Ascension
Le sommet peut être atteint par quatre voies :
- depuis l'Oytal (de) par l'Älplesattel (de) ;
- depuis le Dietersbachtal (de), aussi par l'Älplesattel ;
- depuis l'Eissee ;
- depuis le Kreuzeck.